# Szarka Zoltán (labdarúgó)
Szarka Zoltán (Csorna, 1942. augusztus 12. – Szombathely, 2016. április 18.) olimpiai bajnok labdarúgó, kapus, edző. Fia, ifjabb Szarka Zoltán labdarúgó és játékvezető.

## Pályafutása

### Klubcsapatban
1958-ban a Szombathelyi Dózsa csapatában kezdte a labdarúgást. 1961-ben innen került a Haladáshoz, ahol 244 első osztályú bajnoki mérkőzésen védett 19 éven át. Legnagyobb sikerük az 1975-ös MNK döntőbe jutás volt. 1983-tól még két idényen át játszott a Sabaria SE együttesében, majd 1988-1989-ben a burgenlandi tartományi bajnokságban szereplő SC Nikitsch (Füles) csapatában 51 évesen fejezte be az aktív sportot.

### A válogatottban
1968-ban 2 alkalommal szerepelt az olimpiai válogatottban és tagja volt a mexikóvárosi olimpián aranyérmet szerzett csapatnak.

### Edzőként
1986 és 2015 között a Haladás kapus- és utánpótlásedzője volt.

## Sikerei, díjai
- Olimpiai játékok
  - aranyérmes: 1968, Mexikóváros
- Magyar Népköztársasági Kupa
  - döntős: 1975
- Lóránt Gyula-díj (2009)[2]

## Statisztika

### Mérkőzése a válogatottban
| Magyarország | Magyarország      | Magyarország                      | Magyarország | Magyarország | Magyarország | Magyarország      | Magyarország | Magyarország |
| #            | Dátum             | Helyszín                          | Hazai        | Eredmény     | Vendég       | Kiírás            | Gólok        | Esemény      |
| ------------ | ----------------- | --------------------------------- | ------------ | ------------ | ------------ | ----------------- | ------------ | ------------ |
|              | 1968. október 22. | Mexikóváros, Estadio Azteca (MEX) | Magyarország | 5 – 0        | Japán        | olimpiai elődöntő | -            | 77'          |
|              | Összesen          |                                   |              | 0            | mérkőzés     |                   | 0            | gól          |

## Emlékezete
- Szarka Zoltán utca Szombathelyen (2020)[3]